# Megapenthes sturmii
Megapenthes sturmii is een keversoort uit de familie kniptorren (Elateridae). De wetenschappelijke naam van de soort werd in 1844 gepubliceerd door Ernst Friedrich Germar. Germar nam de naam over van Pierre François Marie Auguste Dejean, die hem in 1836 als nomen nudum had gepubliceerd in de derde editie van zijn Catalogue.